# Раян Аїт-Нурі
Раян Аїт-Нурі (фр. Rayan Aït-Nouri, араб. ريان آيت نوري; нар. 6 червня 2001, Монтрей) — французький та алжирський футболіст, захисник англійського клубу «Вулвергемптон».
Виступав, зокрема, за клуби «Анже-2» та «Анже», а також національну збірну Алжиру.

## Клубна кар'єра
Народився 6 червня 2001 року в місті Монтрей.
У дорослому футболі дебютував 2018 року виступами за команду «Анже-2», в якій провів один сезон, взявши участь у 10 матчах чемпіонату. Того ж року розпочав виступи за основну команду «Анже».
До складу клубу «Вулвергемптон» приєднався 2020 року. Станом на 27 грудня 2023 року відіграв за клуб з Вулвергемптона 82 матчі в національному чемпіонаті.

## Виступи за збірні
У 2018 році дебютував у складі юнацької збірної Франції (U-18), загалом на юнацькому рівні взяв участь у 8 іграх.
У 2019 році залучався до складу молодіжної збірної Франції. На молодіжному рівні зіграв у 5 офіційних матчах.
У 2023 році дебютував в офіційних матчах у складі національної збірної Алжиру.
| Дата       | Місто  | Господарі | Результат | Гості    | Турнір                                  | Голи | Примітки |
| ---------- | ------ | --------- | --------- | -------- | --------------------------------------- | ---- | -------- |
| 23-3-2023  | Баракі | Алжир     | 2 – 1     | Нігер    | Відбір до Кубка африканських націй 2023 | -    |          |
| 7-9-2023   | Аннаба | Алжир     | 0 – 0     | Танзанія | Відбір до Кубка африканських націй 2023 | -    |          |
| 12-9-2023  | Дакар  | Сенегал   | 0 – 1     | Алжир    | товариський матч                        | -    | 54'      |
| 19-11-2023 | Мапуту | Мозамбік  | 0 – 2     | Алжир    | Відбір до ЧС 2026                       | -    |          |
| 5-1-2024   | Ломе   | Того      | 0 – 3     | Алжир    | товариський матч                        | -    | 68'      |
| Усього     |        | Матчів    | 5         |          | Голів                                   | 0    |          |